# Fermín Lucas Giménez
Fermín Lucas Giménez (1947) es un ingeniero, político y ejecutivo español. Diputado de la iii y iv legislaturas de la Asamblea de Madrid dentro del Grupo Parlamentario Popular, desempeñó el cargo de director general de IFEMA entre 1998 y 2016. Aunque partía de una deuda de 192 millones de € al tomar las riendas de IFEMA, consiguió acabar su gestión con 270 millones de patrimonio y 10 millones de beneficio neto anual.

## Biografía
Nacido el 4 de diciembre de 1947 en El Burgo de Osma (provincia de Soria), es hermano menor de Juan José Lucas. Es ingeniero aeronáutico por la Universidad Politécnica de Madrid y MBA por IESE.
Incluido en el número 31 de la lista del Partido Popular (PP) para las elecciones a la Asamblea de Madrid de 1991, se convirtió en diputado de la tercera legislatura del Parlamento regional. Repitió como candidato a diputado autonómico en las elecciones de 1995 (en esta ocasión en el número 44 de la lista popular) y renovó su escaño de diputado para la quinta legislatura. Propuesto en 1998 como candidato de consenso entre Ayuntamiento y Comunidad de Madrid para suceder a Luis Arranz como director general de IFEMA, su nombramiento fue bien acogido por todos los grupos parlamentarios de la Asamblea de Madrid. Lucas, que de manera consiguiente causó baja como diputado regional en abril de 1998, fue reemplazado por Alejandro Magán de Torres. Lucas ejerció de director general de IFEMA durante 18 años, hasta julio de 2016, dejando a IFEMA en una posición puntera entre las ferias del mundo gracias al crecimiento exponencial durante su gestión
Durante su trayectoria, ha formado parte de comités de dirección de AENA y Telemadrid